# Anastrophyllum squarrosum
Anastrophyllum squarrosum là một loài rêu trong họ Anastrophyllaceae. Loài này được Herzog mô tả khoa học đầu tiên năm 1932.